# علی گنچای
علی گنچای (ترکی استانبولی: Ali Gençay; ۲ فوریهٔ ۱۹۰۵ – ۲۸ مارس ۱۹۵۷) بازیکن فوتبال اهل ترکیه بود.
از باشگاه‌هایی که در آن بازی کرده‌است می‌توان به باشگاه ورزشی گالاتاسارای و باشگاه فوتبال گالاتاسرای اشاره کرد.
وی همچنین در تیم ملی فوتبال ترکیه بازی کرده‌است.